# Javorniška planina
Planina Javornik oz. Javorniška planina (1300 mnm) je del alpske planote Pokljuka. Predstavlja izhodišče poti na Blejsko kočo na Lipanci in gore Debela peč (2014 m), Lipanski vrh (1965 m), Mali Draški vrh (2132 m) in Viševnik (2050 m). Na planini so številne lesene pastirske koče in staje, edina zidana stavba je sirarna. Na planini se preko poletja pasejo krave, pozimi pa so na njej urejene tekaške proge.
Dostop do planine je po cesti iz Mrzlega Studenca ali Rudnega polja oziroma po gozdni poti od Šport hotela na Pokljuki.